# Merrill Lynch
Merrill Lynch (укр. Меррілл Лінч) (NYSE: MER) — великий американський інвестиційний банк (фінансовий конгломерат) (штаб-квартира — у Нью-Йорку), у січні 2009 був придбаний Bank of America і зараз є підрозділом цього банку (Bank of America Merrill Lynch).
Банк «Merrill Lynch» був заснований в 1914 році.
У вересні 2008 року Bank of America погодився придбати Merrill Lynch за $50 млрд (майже вдвічі вище поточної ринкової капіталізації на момент оголошення про угоду). 

## Діяльність
Merrill Lynch був одним з лідерів світового інвестиційного банкінгу. У 36 офісах банку в усьому світі  працювало близько 60 тис. співробітників.
У 2005 році виручка банку склала 26 млрд доларів, чистий прибуток — 5,1 млрд доларів. На кінець 2004 року обсяг клієнтських активів становив 1,6 трлн доларів.
До 2008 року був найбільшим інвестиційним банком у світі.